# Ekonomiåret 1922

## Händelser
- 9 januari - En metallarbetarstrejk i Rotterdam avblåses.
- 10-19 maj - Genuakonferensen, vilken handlade om att få till stånd en ekonomisk rekonstruktion av Central- och Östeuropa, avslutas.
- 24 november - Sveriges finansminister Fredrik Vilhelm Thorsson slaktar 85 av 100 statliga utredningar. De har överskridit sina anslag med det dubbla.
- Den svenska affärstidskriften Finanstidningen grundas.[1]

## Avlidna
- 19 augusti - Vilfredo Pareto, italiensk sociolog, ekonom och moralfilosof.